# Verkaufspsychologie

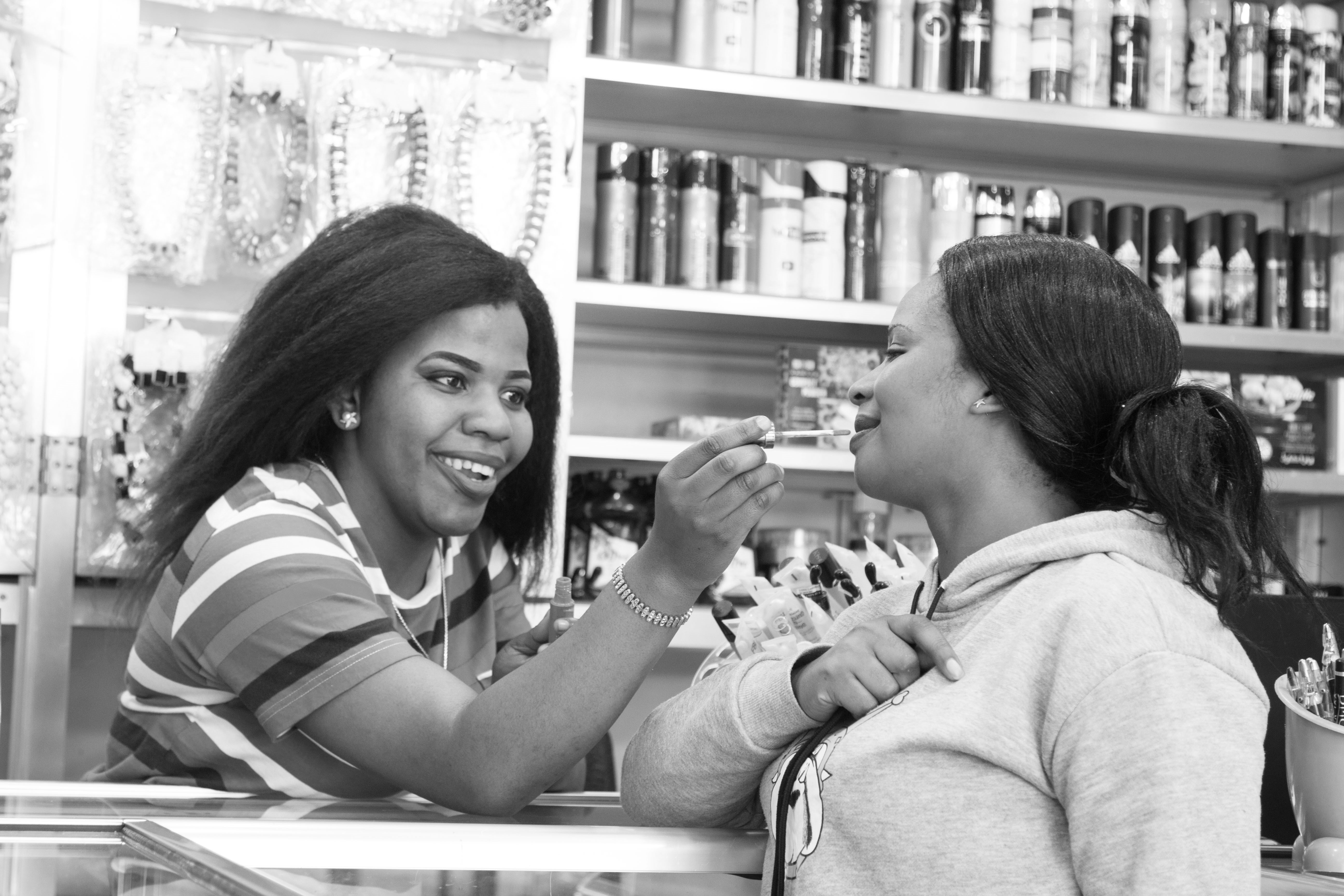
Verkaufspsychologie und Verkaufstechnik in Tansania

Die Verkaufspsychologie befasst sich als Teildisziplin der Marktpsychologie mit den psychischen Abläufen von Wahrnehmung, Überzeugung und Motivation, dem Schaffen und gezielten Wecken von Emotionen, mit kundenspezifischer Anwendung verbaler und nonverbaler Kommunikation im Verkaufsgespräch. Ihre Anwendung ist ein Kernelement der Verkaufstechnik und kann, je nach Grad individueller Wirtschaftsethik, auch Grundlage für gezielte Manipulation sein.
Der Schwerpunkt dieses Artikels liegt im Verkaufsaußendienst und im hochwertigen Ladenverkauf.

## Grundlagen
Die Verkaufspsychologie beschäftigt sich mit folgenden Fragestellungen:
- Welche speziellen Aussagen lassen sich hinsichtlich des menschlichen Kaufverhaltens machen?
- Welche Regelmäßigkeiten und Zusammenhänge lassen sich im Erleben und Verhalten der Menschen während persönlicher, institutionalisierter oder mechanistischer (web-basierter) Kaufvorgänge finden?
- Wie reagieren Menschen gegenüber Werbung und Argumenten, bei Preisverhandlungen und Reklamationsfällen?
- Welche zielgerichteten Anreize und Konzepte führen zur Überwindung von Vorbehalten gegenüber Anbietern und zu einem Verkaufsabschluss?
- Wie können Verkäufer individuelle Präferenzen und Aversionen von Kunden frühzeitig erkennen und in ihre Strategie zur Kundengewinnung integrieren?
- Welche Möglichkeiten bietet die Psychologie zur Manipulation des Interessenten?

Seit der Gründung eines experimentalpsychologischen Laboratoriums an der Universität Leipzig durch Wilhelm Wundt im Jahre 1879 hat sich die Psychologie von ihrer Ursprungsheimat, der Philosophie, gelöst und ist zu einer eigenständigen Disziplin mit vielen Teilbereichen geworden. Die Verkaufspsychologie korrespondiert in diesem Zusammenhang mit folgenden Disziplinen:
- Allgemeine Psychologie
- Entwicklungspsychologie
- Individualpsychologie
- Lernpsychologie
- Neuropsychologie
- Wahrnehmungspsychologie
- Sozialpsychologie
- Persönlichkeits- und Differenzielle Psychologie
- Handelspsychologie
- Werbepsychologie.

Daneben integriert die Verkaufspsychologie insbesondere folgende Bereiche:
- Betriebswirtschaftslehre, insb. Marketing
- Kinesik
- Rhetorik
- Wettbewerbsrecht
- Soziologie
- Zeitmanagement
- IQ und EQ
- Wirtschaftsethik.

In der analytischen Perspektive stellt der Verkaufsvorgang sowohl den Austausch individueller Verkäufer- und Käufermerkmale als auch die soziale Interdependenz der Marktparteien dar. Über den Charakter der dyadischen Interaktion zwischen Käufer und Verkäufer schreibt Franklin B. Evans: „Der Verkauf ist eine soziale Situation, an der zwei Personen teilnehmen. Die Interaktion zwischen den beiden Personen hängt ihrerseits von den wirtschaftlichen, physischen und persönlichen Eigenschaften eines jeden einzelnen von ihnen ab. Um jedoch den Prozess zu verstehen, ist es notwendig, beide Parteien des Verkaufs als eine Dyade zu betrachten, und nicht jede einzeln. Insbesondere lautet die Hypothese: Der Verkauf ist ein Produkt der spezifischen dyadischen Interaktion eines gegebenen Verkäufers und eines potenziellen Kunden und nicht das Ergebnis der individuellen Eigenschaften eines jeden von ihnen für sich genommen.“
Das Hauptergebnis empirischer Untersuchungen von Evans lautet: Je ähnlicher Verkäufer und Kunde einander sind, desto größer ist die Wahrscheinlichkeit, dass ein Kauf zustande kommt. Gemessen wurde dabei die Ähnlichkeit in den Dimensionen Alter, Körpergröße, Einkommen, Religion, Erziehung, politische Einstellungen und Rauchgewohnheiten. Bei näherer Betrachtung dieser Dimensionen kann festgestellt werden, dass nonverbale Merkmale – insbesondere Körpergröße und -geruch – für den Menschen Signalwirkung für den potenziellen Status und die Akzeptanz des Gegenübers haben. Dieses Wissen findet beispielsweise über das Streben nach Statussymbolen und aufmerksamer Körperpflege für Verkäufer seinen Niederschlag oder in der Auswahl sozial passender Typologien im Recruiting.

## Geschichte
Der Austausch von Waren und Dienstleistungen im Tausch oder gegen Zahlungsmittel ist so alt wie die Menschheit selbst. Eine systematische Erforschung der hierbei ablaufenden psychologischen Vorgänge ist im Zusammenhang mit der Entstehung der Individualpsychologie zum Ende des 19. Jahrhunderts festzustellen.
Ein erster Ansatz zur systematischen Gliederung eines Überzeugungsgespräches wurde 1898 von Elmo Lewis verfasst. Er entwickelte das so genannte AIDA-Modell als Leitfaden für überzeugungsorientierte Kommunikation im Verkauf. Das Modell wurde von anderen Autoren erweitert. Die relativ neue Methodensammlung der NLP bietet dem Verkäufer weitaus differenziertere Werkzeuge, um dem einen Kunden beispielsweise Bilder zu vermitteln, während ein anderer mit kinästhetischen Erlebnissen versorgt wird (z. B. mit Mustern). Nicht blinder Aktionismus aus dem Handbuch und nach Leitfaden, sondern systematisch individualisierte Leistung entscheidet in transparenten Käufermärkten über Sympathie und Glaubwürdigkeit des Angebotes. Je nachdem wie empathisch der Verkäufer vorgeht, wird er sich dem Kunden also unter Berücksichtigung der modernen Verhaltensforschung und Wahrnehmungspsychologie in Abfolge und Gestaltung der Gesprächsführung anpassen und Diktion, Kundenprägung sowie Kundenvorlieben bewusst zu nutzen versuchen.

## Motivation und Wahrnehmung des Kunden
Abgesehen von rein philosophischen Überlegungen, in die im Zusammenhang mit den Begriffen Information, Macht und Moral auch Fragen der Ethik Eingang finden, beruht die praktische Verkaufspsychologie auf Erkenntnissen der Bedürfnislehre und Motivationsforschung. Die Maslowsche Bedürfnispyramide wird wegen ihrer Einfachheit häufig als Grundlage für die Zuordnung eines Kunden in eine bestimmte Bedürfnislage vermittelt. Dieser Bereich wird durch das Verständnis von Motivation und den daraus folgenden Bedürfnissen geprägt. Andere Autoren nennen folgende Grundmotivationen des Kunden: soziale Anerkennung, Sicherheit und Geborgenheit, Vertrauen, (kompromisslose) Selbstachtung sowie Unabhängigkeit und Verantwortung.
Der Verkäufer versucht, den Kunden anhand von verbalen und nonverbalen Äußerungen sowie dessen Wohn- oder Arbeitsumgebung der vorherrschenden Bedürfnislage zuzuordnen. Hierzu sind beinahe alle Beobachtungen im Zusammenhang mit dem Kunden relevant. Hat der Verkäufer eine solche Zuordnung getroffen, kann er seine Argumente der Bedürfnislage des Kunden anpassen. Interessant hierbei ist, dass es für jeden Sachinhalt auch eine entsprechende Möglichkeit zur Anpassung an die Bedürfnislage des Kunden gibt.
Auch die Erkenntnisse einer subjektiven Wahrnehmung des Menschen bilden das Fundament der Verkaufspsychologie. Wie Immanuel Kant bereits bewiesen hat, ist neben dem Verstand auch die Anschauung eine Erkenntnisquelle. Und Sigmund Freud hat hinlänglich erarbeitet, dass nicht die Tatsachen, sondern die Gefühle den Menschen lenken. Stellt man sich zudem der Tatsache, dass Wahrnehmung immer von äußeren Umständen, dem situativen Kontext, Stimmung, Intelligenz sowie persönlicher Prägung und Sozialisation abhängt (siehe: selektive Wahrnehmung), dann wird deutlich, welche Rolle die Verkaufspsychologie bei der Anpassung einer so genannten Realität an das subjektive Erleben des Rezipienten zu leisten hat.
Eine optimierte Wahrnehmung der Verkaufsversprechen hat beispielsweise zum Ziel, die Verkaufsunterlagen optisch so zu gestalten, dass wichtige Informationen direkt ins Auge springen und Leistungseinschränkungen auf der Rückseite des Vertrages in kleiner Schrift oder im Fernsehbildschirm kaum lesbar und nur kurz aufzunehmen sind. In diesem Zusammenhang sind auch die Wirkungen von Bildern und Typografie auf die beiden Großhirnhälften bekannt. Die unterschiedliche Signalverarbeitung auf neuronaler Ebene (stark vereinfacht: die rechte Gehirnhälfte für Gefühle, Bilder, ganzheitliches Denken und die linke Gehirnhälfte für Zahlen, Daten, Sprache und analytisches Denken) hat der Verkaufspsychologie den Weg zu der Erkenntnis bereitet, dass Präsentationen ganzheitlich, d. h. mit Text- und Bildanteil zu zeigen sind. Aus der Gehirnforschung ist inzwischen auch die Bedeutung der Geruchswahrnehmung im zwischenmenschlichen Dialog bekannt und in die Verkaufspraxis eingegangen.
Aufgrund der unbewussten und nicht kontrollierbaren Wirkungen der einzelnen Elemente auf den Kunden, stellt sich häufig die Frage der Ethik beim bewussten Einsatz dieser Kenntnisse im Zusammenhang mit einem evolutionären Prinzip der Konkurrenz um die bessere Strategie sowie dem Grundbedürfnis des Menschen zur Dominanz begrenzter Ressourcen oder der Eroberung genetischer Eigenschaften anderer Gruppen (analog hierzu betriebswirtschaftlich: Patente, Methoden und technische Verfahren). Diese Möglichkeiten wurden seit jeher genutzt, um andere Sippen (Marktteilnehmer/Kundengruppen) zu täuschen und an begehrte Güter zu gelangen. Raumbeduftung, Körpergeruch, Temperatur, Licht und Farbe im Verkaufsraum, der gezielte Einsatz von positiven Reizworten im Gespräch oder das Angebot haptischer Elemente im situativen Kontext finden daher ebenso Eingang in die Verkaufspsychologie wie die Aufmerksamkeitskurve der Lernpsychologie oder das Gruppenverhalten des Menschen aus der Sozialpsychologie.

## Kritische Motivation des Verkäufers
Das Wissen um die Psyche der Menschen dient im Verkauf als Instrument zur Benachteiligung des Kunden und der Schaffung einseitiger Machtverhältnisse gegenüber dem potenziellen Abnehmer. Die populäre Verkaufspsychologie versucht demnach auch Asymmetrische Information herzustellen, nutzt häufig induktive Argumentationen und begünstigt das Bilden von Kartellen.
Ist der Kundennutzen nicht die Primärmotivation des Verkäufers, sondern nur die Sekundärmotivation, so orientiert sich der Verkäufer eher an der Belohnung für den Nutzen, der eigenen Vergütung und den damit zu erzielenden Statussymbolen bzw. eigenen Bedürfnissen sowie am Machtausbau. Die Freude am Umgang mit Menschen (die „Umgänglichkeit“) wird dazu genutzt, andere zu überzeugen und in Verbindung mit dem Marketing Bedarf zu wecken. Hieraus entsteht das so genannte Hard selling, bei dem starke Anlehnungen an populäre Kriegsstrategien und darwinistische Selektionsszenarien genommen werden. Erfolgreiche Verkäufer, so die landläufige Meinung dieser eher an eine Trieb-Theorie von Sigmund Freud angelehnten Werteordnung, schalten Wettbewerber aus und verdienen viel Geld (im Sinne einer Objektwegnahme).
Gestützt wird diese Beobachtung durch die Tatsache, dass Verkäufer sich in der Regel mit Geld, hochwertigen Reisen, Statussymbolen und ähnlichen Gütern sekundär motivieren lassen. Auf Kooperationsbestrebungen oder den Wunsch nach gleichberechtigter Verhandlungsposition gehen sie daher nur insoweit ein, wie diese dem Wohl der eigenen Gruppe (Firma, Familie) dienen. Sehr erfolgreiche Verkäufer verlieren jedoch im Laufe ihrer Karriere durch die permanente Manipulation ihrer Umgebung privat eher an Halt und Glaubwürdigkeit und verlieren häufiger tragfähige Bindungen.
In einigen Unternehmen wird hingegen eine Vertriebskultur propagiert, die zu einem für alle Beteiligten zufriedenstellenden, fairen und gewinnbringenden Abschluss führt. Solche Ansätze der Verhandlungstechnik basieren nicht auf Überreden-Taktik („Keiler“), sondern auf dem Ziel, zu überzeugen und dem Vertragspartner selbst nachhaltiges Wachstum zu verschaffen. In Anlehnung an die so genannte Delphinstrategie, das Harvard-Konzept oder das Win-Win-Prinzip werden hierbei die Ressourcen des Kunden und teilweise sogar des Wettbewerbes aktiv mit einbezogen. Unternehmen, die ihren Vertrieb auf diese Weise psychologisch motivieren, stellen in erster Linie Weiterbildung, soziale Aktivitäten im Team, Freizeit oder Teilzeitarbeit bei gesichertem Einkommen und hohe gestalterische Freiheiten im Arbeitsablauf (incl. der Aufforderung, Fehler zu machen und daraus zu lernen) in Aussicht. Betriebswirtschaftlich kann dieser Stil auch vorteilhaft sein, da das subjektive Wohlbefinden des Verkäufers dazu führt, dass er mit weniger Geld zufriedener ist als mit hohen Provisionsaussichten unter Druck.
Multinational erfolgreiche Konzerne zeigen allerdings, dass psychologisch und ökonomisch ausgefeilte Strategien zu Hegemoniebestrebungen führen, die wenig humanistisch ausgerichtet sind und selbst durch rechtsstaatliche Kontrollmechanismen kaum wirkungsvoll begrenzt werden können. Quasi-Monopolisten und Oligarchen beispielsweise im Bereich Lebensmitteldiscount, im EDV-Markt, dem Drogenanbau, der Pharma- oder Energieversorgungsunternehmen, also vor allem in Wirtschaftsbereichen, die geeignet sind, Abhängigkeiten zu schaffen, haben über Lobbyisten dabei selbst oft Einfluss auf die gesetzgebende Gewalt.

## Instinkte ansprechen
Aus Sicht der Anbieter ist es nicht von Interesse, dem Kunden die objektive Bewertung verschiedener Alternativen zu erleichtern. Was sich zunächst wie ein Rückfall in die Steinzeit verstehen mag, findet sich in den Prinzipien der Verkaufspsychologie als erlernbare Strategie von alltäglich wechselnden Appellen an verschiedene Instinkte des Menschen wieder. Andere bezeichnen es als das Ansprechen der fünf Grundmotivationen des Kunden: soziale Anerkennung, Sicherheit und Geborgenheit, Vertrauen, (kompromisslose) Selbstachtung sowie Unabhängigkeit und Verantwortung.
| Appell an den Instinkt        | Verbalbeispiel                                                                                              | Beispiel für nonverbal/situativ                           |
| ----------------------------- | --- | --------------------------------------------------------- |
| Angst und Sicherheit          | Es geht um Ihre Zukunft!                                                                                    | Stempel auf Unterlagen drucken.                           |
| Jäger und Sammler             | Eine Figur findest Du in jedem 7. Ei!                                                                       | Coupons auf die Verpackungen drucken.                     |
| Sex                           | Männer: Ihre Frau wird wissen, wie sie es Ihnen danken kann! Frauen: Dann klappt’s auch mit dem Nachbarn... | Sexuell sehr attraktive Verkäufer(innen) oder Barbesuche. |
| Eitelkeit und Anerkennung     | Sie als Profi wissen doch...                                                                                | Werbegeschenke überreichen.                               |
| Mitgefühl und Sozialverhalten | Tun Sie etwas gegen die Not!                                                                                | Familienszenen zeigen.                                    |
| Spieltrieb                    | Testwochen vom … bis...                                                                                     | Konsolenaufbau im Laden anbieten.                         |

## Dominanzstrategien
Hierbei ist es das Ziel des Verkäufers, den potenziellen Kunden von vornherein in eine schwächere Verhandlungsposition zu bringen, so dass er in der eigentlichen Auseinandersetzung sehr freundlich und scheinbar entgegenkommend verhandeln kann, ohne Gefahr zu laufen, das Heft aus der Hand genommen zu bekommen.
Die bekannteste nonverbale Dominanzstrategie ist die Wahl des Verhandlungsortes: Wer kommt zu wem? Hier wird besonders deutlich, wer etwas vom anderen möchte und in das Revier des Verhandlungspartners eintreten muss. Die Spannweite reicht dabei von der Wahl des Ortes und der Zeit bis hin zur Einrichtung, Beleuchtung und Bewirtung der Gesprächspartner. Lässt sich ein solches Revierverhalten nicht zum eigenen Vorteil arrangieren, wird oft versucht, den Verhandlungspartner in die Defensive zu drängen, indem man ihn in seinen Privaträumen aufsucht, um eine persönliche Atmosphäre der Vertrautheit aufzubauen und das Sicherheitsgefühl des Hausherrn (der Hausfrau) in seinen (ihren) eigenen vier Wänden zu nutzen.
Eine ähnliche Strategie hat zum Ziel, dass externe Verbündete die Grundvoraussetzungen der Verhandlung ändern. Dies kann im Vorfeld durch eigene Mitgliedschaft in politischen Gremien (gesetzgebende Gewalt), durch Kooperation und Fusion im Markt oder durch Einflussnahme auf Kundenwünsche geschehen. Die derart in die Defensive gebrachte Verhandlungspartei wird ihrerseits ebenfalls Verbündete suchen müssen, um ihren Status zu verbessern.
Die bekannten Verbalstrategien finden sich häufig in der Verwendung so genannter direktiver Kommunikationsmethoden. Hierunter fallen folgende Sprachmodelle (Reihenfolge nach Grad der Beeinflussung und Verengung der Wahlmöglichkeiten für den Verhandlungspartner):
- Alternativfrage Wann passt es Ihnen besser: Ende der Woche oder nächsten Dienstag um 10:30 Uhr?
- Suggestion Sie wissen ja selbst, wie wichtig die Zustimmung der Geschäftsleitung ist.
- Interpretation Für Sie bedeutet das: Flexibilität beim Werkzeugeinsatz und weniger Ausfallzeit.
- Relativierung Wenn Sie bedenken, was Ihr Wettbewerb bald anbieten wird, ist das Investitionsrisiko doch gering.
- Behauptung Dieser Lack ist der widerstandsfähigste am Markt.
- Argumentation Die Widerstandskraft dieses Lackes wird durch folgende Referenzen belegt...

Der nächste Schritt ist die Vorführung, also die Demonstration der Ware oder das Schaffen von Tatsachen im Verkauf.
Schließlich ist die Übernahme eines Wettbewerbers gegenüber den potenziellen Endkunden die direktivste Form des Verkaufs, da diese hier übernommen werden. Sie müssen dadurch nicht mehr langwierig überzeugt werden (siehe Wirtschaftskrieg und Feindliche Übernahme).

## Gesetzliche Beschränkungen in Deutschland
Irreführende, fehlende oder verzerrende Kundeninformationen sind nach geltendem Recht im Verkauf verboten. Im Online-Handel gelten diesbezüglich besonders restriktive Bestimmungen. Darüber hinaus unterliegen bestimmte Berufsgruppen generell einem weitgehenden Werbeverbot in Deutschland.
Das Gesetz gegen den unlauteren Wettbewerb (UWG) führt grundlegende Bestimmungen zu Werbeaussagen aus und stellt die Basis der Aussagebeschränkungen in Deutschland dar. Es beginnt in § 1 UWG mit der Definition des gesetzlichen Schutzzwecks. Danach sollen Mitbewerber, Verbraucher und sonstige Marktteilnehmer vor unlauterem Wettbewerb geschützt werden und dabei dem Interesse der Allgemeinheit an unverfälschtem Wettbewerb Rechnung getragen werden. Dem schließt sich in § 2 UWG ein Katalog von Definitionen an, von denen die der Wettbewerbshandlung als „jeder Handlung mit dem Ziel der Förderung des eigenen oder fremden Absatzes oder Bezugs von Waren oder Dienstleistungen“ besondere Hervorhebung verdient. In § 3 UWG findet sich dann eine neue Generalklausel, die nicht mehr auf die guten Sitten im Wettbewerb abstellt, sondern schlicht jede unlautere Wettbewerbshandlung verbietet. Welche Wettbewerbshandlungen unlauter sind, ist beispielhaft in den dann folgenden Vorschriften geregelt.
Im Bürgerlichen Gesetzbuch (BGB) werden so genannte „Haustürgeschäfte“ (§ 312 BGB) unter besonderen Schutz gestellt (siehe: Dominanzstrategien). Dem Kunden wird wegen der überraschenden Situation aufgrund des Verhandlungsortes bei Haustürgeschäften als „besonderer Vertriebsform“ eine Rücktrittsfrist von 14 Tagen eingeräumt. Auch diese Schutzbestimmung belegt die Gefahr psychologisch ausgefeilter Verkaufsgespräche für den Kunden und wird, wie auch alle anderen Beschränkungen, nicht durch die Argumentation für neue Arbeitsplätze und dem Wettbewerb des stärksten Verkäufers entkräftet.
Andere Bestimmungen im BGB, wie z. B. zum Verbraucherdarlehensvertrag (§§ 491 bis 507 BGB), zur sog. Schlechtleistung  (im Wesentlichen §§ 323 und 280, 281 BGB) oder zum sog. Treu und Glauben (§ 242 BGB) schützen den Kunden ebenfalls vor überhöhten Verkaufsversprechen oder Überrumpelung (also hoher Abschlussstärke) des Verkäufers.
Bestimmte Berufsgruppen unterliegen darüber hinaus zusätzlichen Werbebeschränkungen, die in den jeweiligen Standesordnungen der Bundesländer verankert sind. Sinn und Zweck dieser Bestimmungen ist, dass Menschen bei lebenswichtigen Entscheidungen nicht mit aufdringlicher, umsatzorientierter und psychologisch wirkender Werbung beeinflusst werden. Es verstößt gegen diese Standesordnungen, wenn z. B. ein Arzt potenziellen Patienten in der Zeitung Heilung verspricht oder wenn ein Steuerberater damit wirbt, den Staat benachteiligen zu können. Einem generellen Werbeverbot unterliegen diese Berufsgruppen jedoch inzwischen nicht mehr. Sachliche Werbung, wie z. B. eine informative Homepage oder das Inserat in der Tageszeitung mit der Angabe von Tätigkeitsschwerpunkten oder Parkplatzhinweisen ist zulässig. Irreführende, unsachliche und reißerische Werbung ist verboten. Erfasst sind im Wesentlichen:
- Mediziner (Ärzte, Zahnärzte, Heilpraktiker und Apotheker)
- Juristen (Notare, Rechtsanwälte und Obmänner)
- Öffentlich bestellte Sachverständige
- Architekten
- Steuerberater.

## Ladenverkauf
Ein Kunde, der einen Kaufwunsch äußert, erhält die Ware, bezahlt und geht. Der Verkäufer hat den Kunden zuvorkommend angesprochen und freundlich gelächelt. Zum aktiven Verkaufen gehört jedoch mehr als der Besuch des Kunden auf Nachfrage oder das Nachschlagen in Katalogen. Wenn der Kaufwunsch des Kunden erfüllt ist, sollten seine Aufmerksamkeit und Neugier auf weitere Teile des Sortiments gelenkt werden, das sogenannte Crossselling. Dafür stellt die Handelspsychologie ein umfangreiches Instrumentarium zur Verfügung. Selbst nach dem Kauf kann der Kunde verkaufspsychologisch betreut werden, etwa durch Zusendung eines Dankschreibens, ggf. verbunden mit dem Angebot, jederzeit für weitere Beratung zur Verfügung zu stehen, über exklusive Sonderangebote für Stammkunden zu informieren usw. Für den auf persönlichen Kundenkontakt besonders angewiesenen Fachhandel setzt dies allerdings voraus, dass Name und Anschrift des Kunden hinterlassen werden – selbstverständlich freiwillig und ohne Druck.
Siehe hierzu Ladenverkauf

## Internetverkauf
Ein anderer Bereich der angewandten Verkaufspsychologie findet sich im Internet. Online-Shopping ist zum gewöhnlichen Absatzkanal geworden. Daher steigt das Interesse an der systematischen Betrachtung des Nutzerverhaltens bei Besuch einer Internetseite.
Auch im Online-Vertrieb ist die beratende und verkaufspsychologische Funktion eines Fachverkäufers relevant. Guided Selling-Systeme lassen sich dafür einsetzen, Onlineshopper in einem nachempfundenen Verkaufsgespräch aktiv zur Kaufentscheidung zu führen. Dabei werden verkaufspsychologische Methoden genutzt, um Nutzer von den Produktempfehlungen zu überzeugen und die Kaufbereitschaft zu steigern.
Siehe hierzu Internetverkauf

## Außendienstverkauf
Vor allem im Verkaufsaußendienst, zum Teil aber auch im höherwertigen Ladenverkauf, finden sich bestimmte Phasen der Gliederung eines psychologisch fundierten Beratungsgespräches regelmäßig wieder.
Siehe hierzu Verkaufsgespräch

## Nachbetreuung
Der so genannte after-sales-Bereich im Verkauf hat eine ganz besondere Bedeutung für die Anwendung der Verkaufspsychologie. Die Nachbetreuung des Kunden bildet die Brücke über das Empfehlungsmarketing zu Neukunden und zu Folgegeschäften mit dem abgeschlossenen Kunden. Hier ist wichtig, dass veränderte Motivationslagen beim Kunden rechtzeitig erkannt und in die frühen Phasen des nächsten Verkaufsvorganges einbezogen werden. Gerade Schlüsselkunden (Key Accounts) erwarten eine intensive Nachbetreuung, z. B. durch Schulungen, Support, persönliche Besuche oder Folgeangebote.